# Zineddine Mekkaoui
Zineddine Mekkaoui (en arabe : زين الدين مكاوي), né le 10 janvier 1987 à El Harrach, est un footballeur algérien qui évolue au poste d'arrière gauche au  MCB Oued Sly.

## Biographie
Zineddine Mekkaoui commence sa carrière à l'USM Alger. Il joue ensuite au NA Hussein Dey, à l'USM Annaba et au CS Constantine.
En 2012, il est transféré à la JS Kabylie. Il joue 17 matchs en championnat avec le JSK lors de sa première saison.